# Paraserolis polita
Paraserolis polita är en kräftdjursart som först beskrevs av Pfeffer 1887.  Paraserolis polita ingår i släktet Paraserolis och familjen Serolidae. Inga underarter finns listade i Catalogue of Life.